# Phrurolithidae

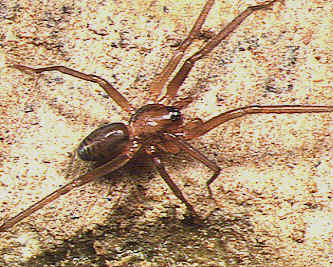
Samiec Otacilia lynx

Phrurolithidae – rodzina pająków z podrzędu Opisthothelae i infrarzędu Araneomorphae.
Pająki te mają odnóża kroczne o zredukowanej liczbie kolców, zwłaszcza na odnóżach tylnych i na grzbietowych powierzchniach ud. Odnóża zwieńczone są parą pazurków oraz przypazurkową kępką mocno pomarszczonych szczecinek, wyrastających z niepołączonej stawowo dystalnej części stopy. Przednia para odnóży ma kilka markoskopowych szczecinek (makrochet) na spodniej stronie goleni. Samce cechuje zmodyfikowana spodnia strona ud nogogłaszczków – w szczególności znajduje się na niej apofiza środkowa, a zwykle też wyrostek wierzchołkowy o haczykowatym kształcie. Aparat kopulacyjny samca, z wyjątkiem bazalnego rodzaju Drassinella ma płaty blokujące na tegulum i subtegulum. Endyty samca mają kuliste nasady. Opistosoma (odwłok) samca ma zachowaną tarczę grzbietową oraz skleryt epigastryczny. Z wyjątkiem rodzaju Drassinella samice odznaczają się brakiem groniastych gruczołów przędnych w kądziołkach przędnych tylno-środkowej pary oraz kulistymi zbiornikami nasiennymi.
Przedstawiciele rodziny zasiedlają Amerykę Północną, Europę, palearktyczną i orientalną Azję oraz krainę australijską. W Polsce stwierdzono tylko 3 gatunki (zobacza: Phrurolithidae Polski).
Takson ten wprowadzony został w 1892 roku przez Nathana Banksa. Do rangi osobnej rodziny wyniósł go w publikacji z 2014  roku Martín Ramírez. W 2017 Ward Wheeler i współpracownicy dokonali zmiany zakresu rodziny, przenosząc rodzaj Orthobula do Trachelidae.
Należy tu 13 rodzajów:
- Abdosetae Fu, Zhang & MacDermott, 2010
- Dorymetaecus Rainbow, 1920
- Drassinella Banks, 1904
- Liophrurillus Wunderlich, 1992
- Otacilia Thorell, 1897
- Phonotimpus Gertsch & Davis, 1940
- Phrurolinillus Wunderlich, 1995
- Phrurolithus C. L. Koch, 1839
- Phruronellus Chamberlin, 1921
- Phrurotimpus Chamberlin & Ivie, 1935
- Piabuna Chamberlin & Ivie, 1933
- Plynnon Deeleman-Reinhold, 2001
- Scotinella Banks, 1911